# Östra Sundtjärnen
Östra Sundtjärnen är en sjö i Munkfors kommun i Värmland och ingår i Göta älvs huvudavrinningsområde. Sjöns area är 0,018 kvadratkilometer och den befinner sig 195 meter över havet.